# Buranovskije Babusjki
Buranovskije Babusjki (ryska: Бурановские бабушки; udmurtiska: Брангуртысь песянайёс, Brangurtys pesjanajes) är en udmurtisk folkmusikgrupp från byn Buranovo i Udmurtien i Ryssland. De marknadsförs internationellt som Buranovskie Babushki.

## Karriär
De blev först upptäckta år 2008 då de var med i ett TV-inslag. De har sedan dess spelat in covers av populära sånger, alla framförda på udmurtiska.
År 2010 deltog gruppen i Rysslands uttagning till Eurovision Song Contest 2010 med låten "Dlinnaja-dlinnaja beresta i kak sdelat iz neje ajsjon". I den nationella finalen slutade de på en tredjeplats med 12,9% av rösterna. 
Efter framgången i den nationella finalen har de gjort framträdanden i flera TV-program och vid flera konserter och festivaler. Vid festivalen Rock above Volga framträdde de inför 200 000 personer. De har gjort framträdanden på samma scen som Emir Kusturica och José Carreras på turnéer i Estland och Frankrike.
År 2012 ställde de än en gång upp i den ryska uttagningen till Eurovision. Denna gång med låten "Party for Everybody". Vid finalen den 7 mars 2012 vann de och fick därmed representera Ryssland vid Eurovision Song Contest 2012 i Baku, Azerbajdzjan. De gjorde sitt framträdande i den första semifinalen den 22 maj och slutade etta med 152 poäng, 5 poäng före tvåan Rona Nishliu från Albanien. I finalen den 26 maj slutade gruppen på andra plats med 259 poäng, 113 poäng bakom segrande Loreen från Sverige.
I juli 2012 gjorde Aleksander Volkov, president över Udmurtien, den 26 maj, det datum då de kom tvåa i Eurovision finalen, till "mormors och farmors dag" i delrepubliken. Den lokala regeringen i regionen meddelade också den 16 januari 2013 att man i maj 2013 skulle uppföra ett monument i gruppens ära, placerat i Udmurtiens huvudstad Izjevsk.
I juni 2013 reste gruppen till Finland i samband med att den finska ortodoxa kyrkan i staden Idensalmi skulle öppnas.
Gruppen har spelat in en låt med titeln "Olympic" som är en av tio sånger på det officiella soundtracket för de Olympiska vinterspelen 2014 som hölls i staden Sotji. Låtarna valdes ut genom en radiouttagning där flera hundra bidrag tävlade.

## Insamling till kyrka
Gruppen startade 2010 en insamling för att återuppbygga Treenighetskyrkan i Buranovo och inkomsterna från gruppens verksamhet doneras dit. Treenighetskyrkan byggdes 1865 i sten, men stängdes av Sovjetregimen 1939 och förstördes. För närvarande finns en träkyrka i Buranovo, men den är i dåligt skick.

## Diskografi

### Singlar
- 2010 - "Dlinnaja-dlinnaja beresta i kak sdelat iz neje ajsjon"[14]
- 2012 - "Party for Everybody"